# Александровский лес (заказник)
Александровский лес — государственный природный заказник (комплексный) регионального (областного) значения Московской области, целью которого является сохранение ненарушенных природных комплексов, их компонентов в естественном состоянии; восстановление естественного состояния нарушенных природных комплексов, поддержание экологического баланса. Заказник предназначен для:
- сохранения и восстановления природных комплексов;
- сохранения местообитаний редких видов растений и животных.

Статус заказника присвоен в 1990 году. Местонахождение: Московская область, городской округ Серебряные Пруды, сельское поселение Узуновское, в 0,2 км к юго-западу от д. Новосёлки, 0,7 км к востоку-северо-востоку от д. Петровские Выселки. Общая площадь заказника составляет 289,23 га (участок № 1 (западный) — 258,27 га, участок № 2 (восточный) — 30,96 га). Участок № 1 заказника включает кварталы 13, 15, 16, 19, 20, а также западную часть квартала 17 Серебряно-Прудского участкового лесничества Луховицкого лесничества. Участок № 2 включает восточную часть квартала 17 Серебряно-Прудского участкового лесничества Луховицкого лесничества.

## Описание
Территория заказника находится на северо-восточных склонах Среднерусской возвышенности в зоне распространения всхолмлённо-волнистых моренно-водноледниковых равнин, густо расчленённых овражно-балочной сетью.
Заказник занимает участок междуречья рек Березинки и Турейки на левобережье реки Осётр. Дочетвертичный фундамент местности сложен меловыми песками, алевритами и глинами. Пологонаклонные поверхности междуречий покрыты толщей покровных лёссовидных суглинков на морене. В балках, ложбинах и западинах заказника залегают делювиальные и пролювиальные суглинки, а под ними — маломощные моренные валунные суглинки.
Территория участка № 1 занята волнистой поверхностью моренно водноледниковой равнины, осложненной вытянутыми всхолмлениями и эрозионными формами. Абсолютные высоты участка изменяются от 165 м над у. м. (днище эрозионной формы в юго-восточной оконечности территории) до 206 м над у. м. (вершина холма на северо-западе территории). Преобладающие высоты уплощенных холмов на участке достигают 200—206 м над у.м. Крутизна склонов на междуречной равнине местами достигает 5—10°.
На участке № 2 абсолютные высоты поверхности колеблются от 168 м над у. м. (высота днища эрозионной формы на севере участка) до 196 м над у. м. (высота междуречного склона в южной части участка). Территория густо расчленена эрозионными формами — плоскодонными балками и оврагами с V-образным поперечным профилем. Вершины балочных эрозионных форм выражены по типу ложбин с блюдцеобразными западинами. Овраги имеют длину 300—750 м, ширину 20-30 м и глубину 3-4 м. В днищах оврагов образовались эрозионные врезы с временными водотоками, а в некоторых расположены старые оползневые тела (высотой 1—1,5 м), стенки их срыва заросли древесно-кустарниковой растительностью.
На обоих участках заказника под пологом леса на поверхности образовался покров из сухих обломков стволов деревьев и кустарников с высыпками землероев и «раскопами» кабанов (биогенные наноформы рельефа).
На территории заказника представлены только временные водотоки по днищам эрозионных форм. Общий поверхностный сток территории стремится в нескольких направлениях — северному и восточному (в русла безымянных правых притоков реки Березинки), а также южному (в русло безымянного левого притока реки Турейки, правого притока реки Березинки). За пределами заказника сток поступает в русло реки Осётр.
На территории заказника на возвышенных поверхностях преобладают серые почвы, сформировавшиеся под широколиственными лесными массивами. В нижних частях склонов равнин, межхолмовых понижениях, на участках с замедленным дренажем образовались серые глеевые почвы. В днищах балок и оврагов отмечаются перегнойно-глеевые почвы.

### Флора и растительность
Заказник охватывает большой массив водораздельных и овражно-балочных лесов. В растительном покрове господствуют широколиственные леса, иногда с небольшой примесью мелколиственных пород.
Вершины и склоны водоразделов на участке № 1 заняты средне- и старовозрастными дубовыми лесами со значительным участием в древостое клёна платановидного, липы сердцелистной, иногда — ясеня высокого, яблони лесной и груши обыкновенной. Высота древесного яруса достигает 25—27 метров, а диаметр стволов дубов и кленов — 50 см. Сомкнутость древостоя — 0,6—0,8. Местами обилен подрост клёна платановидного, а также клёна полевого — вида, занесённого в Красную книгу Московской области. В лесах клён полевой может достигать высоты 10—12 метров и образует второй древесный ярус. В сомкнутом подлеске преобладают лещина, черёмуха, жимолость лесная, крушина ломкая, достигающие в высоту 4—5 метров. Травяной покров образован видами дубравного широкотравья, из которых доминирующую роль играют пролесник многолетний, сныть обыкновенная, подмаренник душистый, медуница неясная и зеленчук жёлтый. Общее проективное покрытие травостоя — 50—70 %. Местами встречаются участки с копытнем европейским и купеной многоцветковой, изредка с фиалкой душистой — видом, не включенным в Красную книгу Московской области, но нуждающимся на её территории в постоянном контроле и наблюдении. Весной здесь обильны ветреница лютиковая, чистяк весенний, хохлатка плотная.
В западной и центральной частях квартала 19 распространены ясенево-кленово-дубовые черёмухово-лещиновые широкотравные леса. Некоторые старые ясени имеют диаметр стволов до 90 см. В травостое доминируют пролесник и сныть, обильны зеленчук, медуница неясная, подмаренник душистый, а также редкие виды растений, занесенные в Красную Книгу Московской области — зубянка пятилистная (10—20 генеративных экз. на 100 м²) и хохлатка Маршалла (20—30 генеративных экз. на 100 м²).
В 13 и 16 кварталах имеются небольшие по площади лесокультуры широколиственных пород (липы и вяза) редкотравные с широкотравьем.
В западной части квартала 19 на пологом склоне междуречной равнины встречаются полидоминантные широколиственные леса с участием дуба, клёна платановидного, вяза шершавого и ясеня (высота древостоя до 30 м). Древесные породы повсеместно характеризуются хорошим возобновлением. Для этих лесов характерно чередование участков с преобладанием в травостое сныти и пролесника. В подросте участвует клен полевой, который достигает в высоту 2—4 метров, развивается на участках с высокой сомкнутостью древостоя, где дает обильную поросль.
На склонах эрозионных форм в кварталах 15, 19, 20 произрастают липоводубовые с участием осины, клёна платановидного кустарниковые (лещина, жимолость лесная, бересклет бородавчатый) широкотравные леса. В травостое доминируют пролесник, медуница, сныть, ветреница лютиковая, чина весенняя, зеленчук жёлтый, звездчатка жестколистая, осока волосистая; в качестве примеси участвуют осока лесная, щитовник мужской, подмаренник душистый, хвощ зимующий. Местами образует довольно большие заросли лук медвежий, или черемша (вид, занесенный в Красную книгу Московской области). Изредка в сообществах встречается колокольчик широколистный — редкий и уязвимый вид, не включенный в Красную книгу Московской области, но нуждающийся на её территории в постоянном контроле и наблюдении.
В днищах оврагов и балок, пересекающих территорию заказника в разных направлениях, произрастают древесно-кустарниковые сообщества осины, ольхи серой, черемухи и ив (ивы ломкая, пепельная, трехтычинковая). Здесь преобладают таволга вязолистная, сердечник горький, дудник лекарственный, или дягиль, гравилат речной, селезёночник очерёднолистный, камыш лесной. На лугах по опушке леса изредка растет колокольчик крапиволистный — редкий и уязвимый вид, не включенный в Красную книгу Московской области, но нуждающийся на её территории в постоянном контроле и наблюдении. На дренированных участках балочных долин развиты богаторазнотравно-злаковые луга.
На участке № 2 в восточной части квартала 17 встречаются полидоминантные широколиственные леса с преобладанием дуба, участием клёна платановидного, вяза шершавого и ясеня (высота древостоя до 30 м) широкотравные с доминированием сныти и про лесника многолетнего. В подросте участвует клён полевой (высотой 2—4 метра), клён платановидный, вяз, ясень и дуб. Здесь также представлены осиновые и берёзовые леса с участием широколиственных пород в первом и втором древесном ярусе и подросте кустарниковые широкотравные.

### Фауна
Фауна позвоночных животных заказника отличается хорошей сохранностью и репрезентативностью для сообществ неморальных лесов Московской области. Низкая доля синантропных видов свидетельствует о высокой степени сохранности экосистем заказника.
Основу животного населения составляют виды, экологически связанные с древесно-кустарниковой растительностью. Всего на территории заказника отмечено обитание 30 видов позвоночных животных — 2 видов амфибий, 17 видов птиц и 11 видов млекопитающих.
Участки заказника представляют собой фрагменты единого природного массива, и его территория в фаунистическом отношении является единой и неделимой. На территории заказника можно выделить два основных зоокомплекса (зооформации) — зооформацию лиственных лесов и зооформацию лугово-опушечных местообитаний.
Абсолютно преобладает в заказнике зооформация лиственных лесов. В составе фауны здесь встречаются следующие виды позвоночных животных: малая лесная мышь, рыжая полевка, лесная куница, кабан, благородный олень, лесной конек, зяблик, малый пестрый дятел, обыкновенная лазоревка, обыкновенный соловей, чёрный и певчий дрозды, ворон, большая синица, пеночки — теньковка и трещотка; в пределах данной зооформации встречаются также европейская косуля и мухоловка-белошейка (редкие и уязвимые виды, не включенные в Красную книгу Московской области, но нуждающиеся на территории области в постоянном контроле и наблюдении). В эрозионных формах заказника обитает барсук (редкий и уязвимый вид, не включенный в Красную книгу Московской области, но нуждающийся на территории области в постоянном контроле и наблюдении); по водотокам встречается речной бобр, травяная и остромордая лягушки.
Зооформация лугово-опушечных местообитаний представлена в заказнике значительно меньшим количеством видов, по сравнению с лесной. Здесь встречаются обыкновенный крот, канюк, белая трясогузка, луговой чекан; опушечные местообитания Участка № 2 заказника используют также в качестве кормовых участков полевой лунь и удод, виды, занесенные в Красную книгу Московской области.
По всей территории заказника встречаются обыкновенная бурозубка и обыкновенная лисица.

## Объекты особой охраны заказника
Охраняемые экосистемы: полидоминантные широколиственные широкотравные леса с редкими видами растений.
Места произрастания и обитания охраняемых в Московской области, а также иных редких и уязвимых видов растений и животных, зафиксированных на территории заказника, перечисленных ниже, а также барсука и европейской косули.
Охраняемые в Московской области, а также иные редкие и уязвимые виды растений:
- виды, занесенные в Красную книгу Московской области: клен полевой, зубянка пятилистная, хохлатка Маршалла, лук медвежий или черемша.
- виды, являющиеся редкими и уязвимыми таксонами, не включенные в Красную книгу Московской области, но нуждающиеся на территории области в постоянном контроле и наблюдении: колокольчик широколистный, колокольчик крапиволистный, фиалка душистая, груша обыкновенная.

Охраняемые в Московской области, а также иные редкие и уязвимые виды животных:
- виды, занесённые в Красную книгу Московской области: луговой лунь, удод;
- виды, являющиеся редкими и уязвимыми таксонами, не включенные в Красную книгу Московской области, но нуждающиеся на территории области в постоянном контроле и наблюдении: мухоловка-белошейка.